# László Orczán

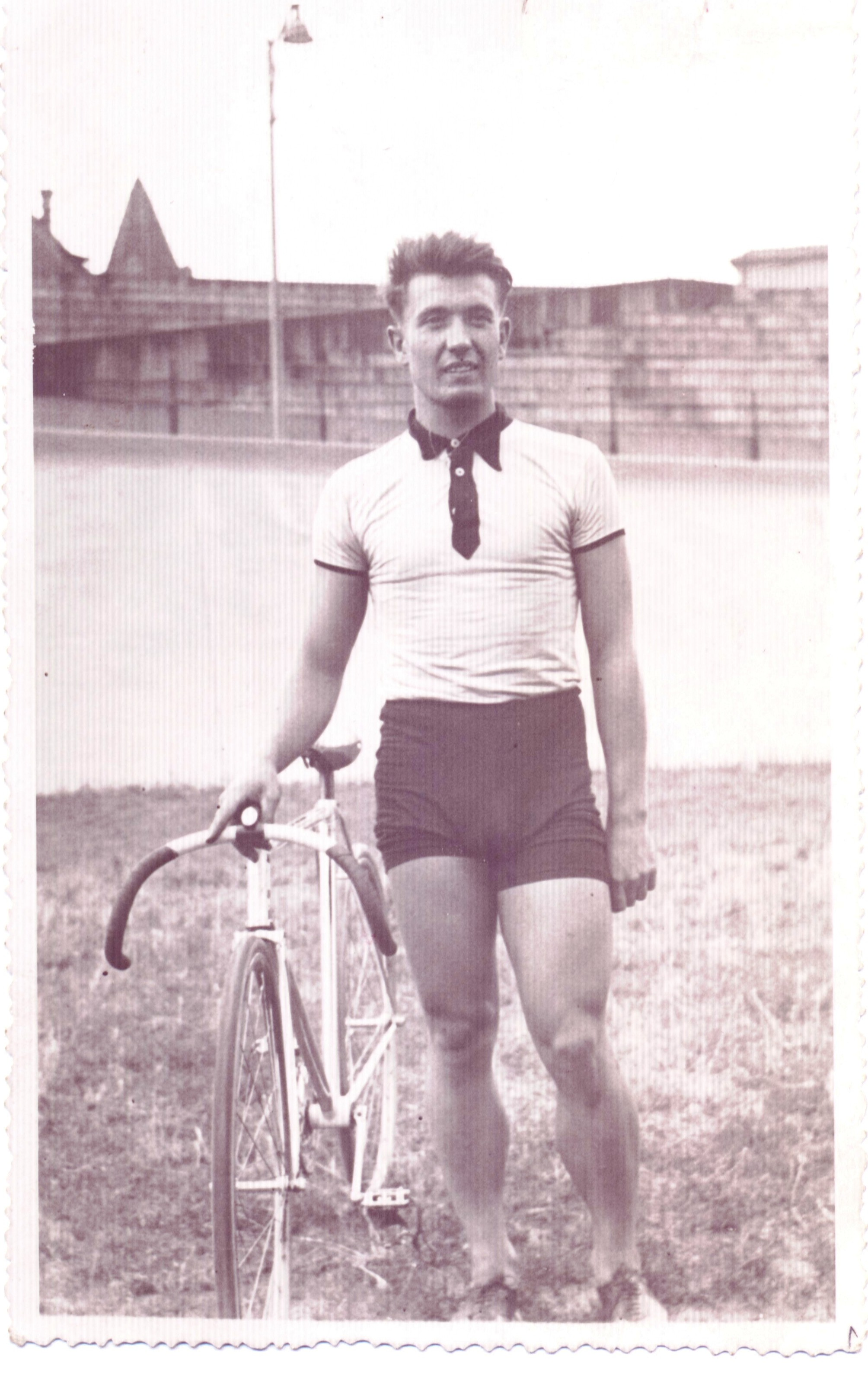
László Orczán (1930)

László Orczán (* 5. Februar 1912 in Budapest; † 17. März 1992 ebenda) war ein ungarischer Radrennfahrer.

## Sportliche Laufbahn
Orczán war Teilnehmer der Olympischen Sommerspiele 1936 in Berlin. Dort startete er im 1000-Meter-Zeitfahren und belegte beim Sieg von Arie van Vliet den 5. Platz. Eine bessere Platzierung wäre möglich gewesen, er hatte allerdings 30 Minuten vor seinem Start im Zeitfahren einen Lauf in der Mannschaftsverfolgung absolviert. Er startete auch mit dem ungarischen Vierer (mit Miklós Németh, István Liszkay und Ferenc Pelvássy) in der Mannschaftsverfolgung und kam dabei auf den 7. Rang.
1933 wurde er beim Sieg von Kurt Stettler Dritter der heimischen Ungarn-Rundfahrt.